# Maison d'arrêt en France
Pour les articles homonymes, voir Maison d'arrêt.

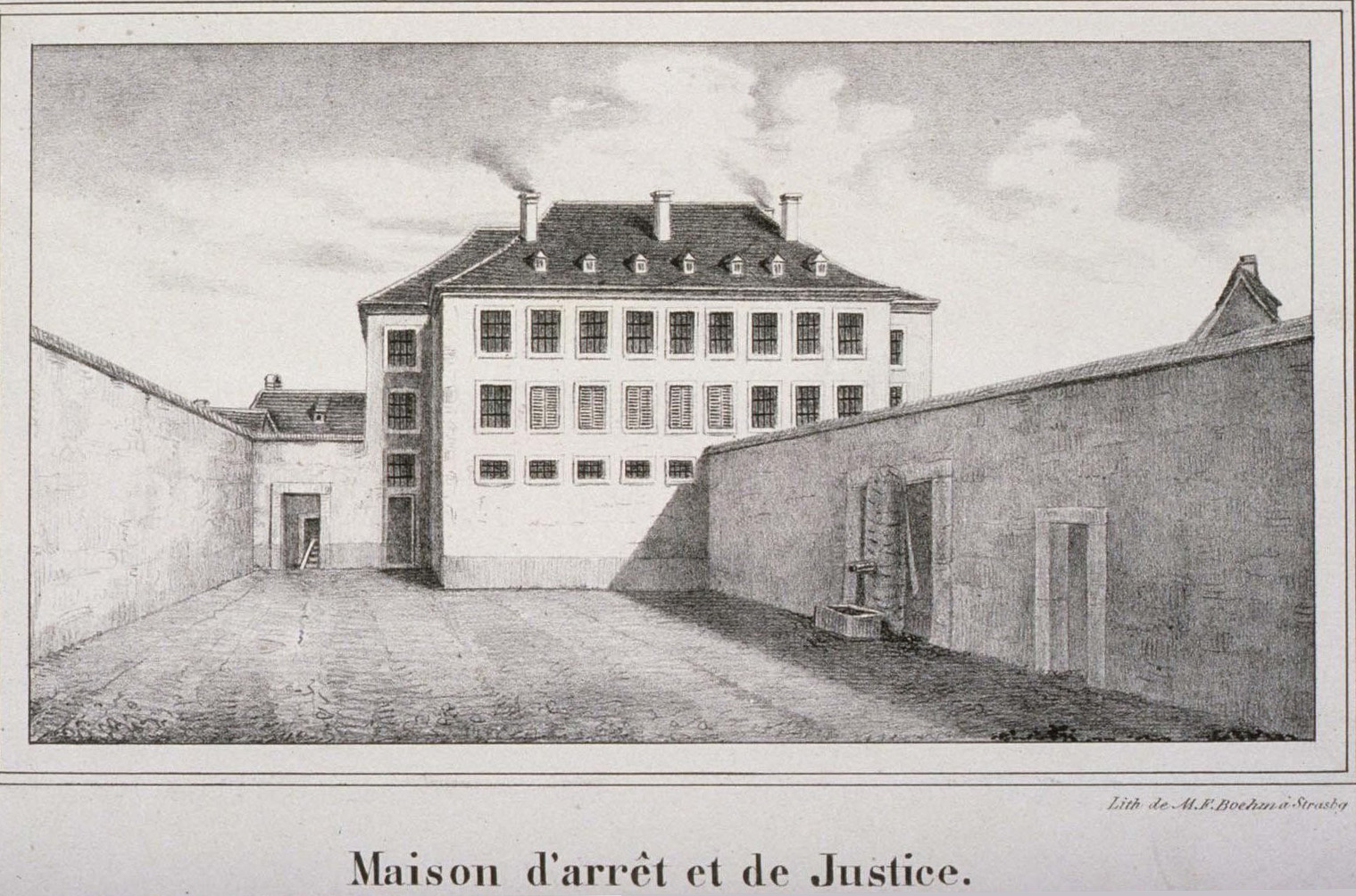
Maison d'arrêt et de justice de Strasbourg

En France, une maison d'arrêt est un établissement pénitentiaire qui reçoit les personnes prévenues en détention provisoire (détenues en attente de jugement ou dont la condamnation n’est pas définitive), les personnes condamnées dont la peine ou le reliquat de peine n’excède pas deux ans et les condamnés en attente d’affectation dans un établissement pour peines.
Elles ont été créées en 1791 par l'Assemblée constituante et sont au nombre de 86.

## Histoire
L'arrêté du 20 octobre 1810 prévoit une maison d'arrêt dans chaque arrondissement. Ce type de prison devient la propriété des départements depuis le décret du 9 avril 1811.
Au début du XXe siècle, tous les départements ont une maison d'arrêt. Depuis, quatre d'entre eux ont vu leur maison d'arrêt fermée : le Gers en 1966, l'Orne, où la maison d'arrêt d'Alençon a fermé le 9 janvier 2010, le Lot, où la maison d'arrêt de Cahors a fermé en juin 2012 et l'Eure-et-Loir, où la maison d'arrêt de Chartres a fermé le 12 octobre 2014.

## Régime carcéral
Le régime carcéral en maison d'arrêt se distingue de celui des autres établissements pénitentiaires en ce qu'il doit être compatible avec le statut contraignant des prévenus, notamment la restriction et la surveillance de la communication avec l'extérieur. Cette communication est restreinte car le prévenu ne doit pas pouvoir faire pression sur un témoin par exemple. Ces restrictions s'appliquent généralement aux personnes détenues condamnées comme aux prévenues pour des raisons pratiques. L'usage d'Internet est par conséquent interdit dans les maisons d'arrêt, comme dans tous les établissements pénitentiaires français.
Depuis le début de l'année 2011, les nouvelles règles pénitentiaires européennes sont mises en application. Ainsi, les condamnés et les prévenus des maisons d'arrêt ont accès aux cabines téléphoniques comme en centre de détention et en maison centrale.
Il peut y avoir en maison d'arrêt des détenus condamnés à des peines de plus d'un an si, par exemple, la condamnation n'est pas définitive (procédure d'appel en cours) ou si le détenu est encore en cours de jugement pour une autre affaire. Dans les établissements pour peine, il y a un numerus clausus, qui empêche la surpopulation carcérale. Ce n'est pas le cas dans les maisons d'arrêt, qui accueillent tous les détenus.

## Critiques
Selon Heather Mac Donald, les établissements pénitentiaires qui accueillent des détenus en attente de jugement ou des condamnés à des courtes peines telles que les maisons d'arrêt sont soumis à de grands problèmes de logistique et de sécurité. Régir cette population de détenus est un défi administratif extrêmement complexe. Heather Mac Donald s'appuie notamment sur l'une des maisons d’arrêt de Rikers Island pour analyser les différentes mesures prises pour contrôler les comportements criminels. Ces mesures contredisent directement la critique foucaldienne de l’incarcération. En effet, les néo-foulcaudiens perçoivent la discipline carcérale comme oppressive, alors que Heather Mac Donald y voit le seul espoir de sécurité et même de réinsertion pour les détenus.